# LD (rapper)
Cassiel Wuta-Ofei (sinh ngày 9 tháng 4 năm 1992), hay còn được biết đến với nghệ danh LD hoặc Scribz, là một rapper người Anh. Anh được mệnh danh là "cha đẻ của UK drill" và đồng thời là thành viên sáng lập của drill scene ở Anh. LD trở nên nổi tiếng từ năm 2014 với việc phát hành đĩa đơn đầu tay "Live Corn" và "Let's Lurk" cùng với 67 vào năm 2016, với có sự góp mặt của Giggs.

## Đầu đời
Cassiel Wuta-Ofei sinh năm 1992, được mẹ và bà ngoại nuôi dưỡng. Anh có hai người anh, hai em gái và một em trai cùng mẹ khác cha.

## Sự nghiệp
Vào năm 2014, 67 trở nên nổi tiếng, với Wuta-Ofei - nghệ danh Scribz - là đội trưởng của nhóm. Tuy nhiên sau đó, anh bị xử phạt theo ASBO, qua đó cấm anh biểu diễn trước công chúng dưới cái tên Scribz; vì thế, anh buộc phải đổi nghệ danh của mình thành LD. Trong các buổi biểu diễn sau này, LD đeo một chiếc mặt nạ theo phong cách Phantom of the Opera, chiếc mặt nạ này được tìm thấy trong một văn phòng của SB.TV. Cùng năm đó, LD phát hành "Live Corn"; theo Huck, bài hát "đã khiến toàn ngành công nghiệp âm nhạc chú ý [đến LD] gần như ngay lập tức".
Vào tháng 9 năm 2018, LD phát hành The Masked One. Bài hát đạt vị trí 69 trên UK Albums Chart. Sau khi phát hành, một bài báo của HotNewHipHop đã nhận xét rằng LD "có cách thể hiện hình ảnh, nhịp điệu và cách hòa phối để trở thành nghệ sĩ đột phá của 67". Đĩa đơn tiếp theo, Who's Watching được phát hành vào năm 2021. Trong một cuộc phỏng vấn với VICE, anh ấy nói rằng nó được đặt tên như vậy bởi vì "bạn không bao giờ biết ai đang theo dõi mình", đồng thời nói rằng đó là câu chuyện cuối cùng của anh ấy về việc chống đối cảnh sát. LD cũng phát hành một số bản phối lại của đĩa đơn "Rich Porter" sau Brexit. Một bài báo của GRM Daily nói rằng các bản phối lại được thực hiện để "giữ mối liên hệ âm nhạc của anh ấy [ở Liên minh Châu Âu]".
Sau khi ra tù vào cuối năm 2021, LD phát hành "First Day Out".

## Vấn đề pháp lý
Vào năm 2014, Wuta-Ofei đã bị cấm sáng tác và biểu diễn âm nhạc trong hai năm theo ABSO. Sau đó, Wuta-Ofei đeo mặt nạ và thay đổi nghệ danh của mình thành LD và sáng tác "Live Corn"  Vào năm 2016, sau lệnh cấm của mình hết hiệu lực, LD phát hành một bài hát có tên "Wicked and Bad", qua đó dành sự ủng hộ của mình cho các băng đảng tội phạm. Trong bài hát, anh đề cập rằng Scribz và LD là cùng một người. Năm 2017, Wuta-Ofei lãnh án 6 tháng từ giam vì sở hữu dao.
Vào tháng 12 năm 2019, Wuta-Ofei bị kết tội âm mưu cung cấp ma túy loại A (crack cocaine và heroin) và lãnh án 4 năm 6 tháng. Anh ra tù vào tháng 11 năm 2021.

## Sáng tác
| Tên                                       | Thông tin                                                | Vị trí trên BXH âm nhạc | Chứng nhận |
| Tên                                       | Thông tin                                                | UK                      | Chứng nhận |
| ----------------------------------------- | -------------------------------------------------------- | ----------------------- | ---------- |
| All I See Is Smoke (với nghệ danh Scribz) | - Phát hành: 2013                                        | —                       |            |
| 6.7 (với Dimzy và Monkey)                 | - Phát hành: 29 tháng 1 năm 2015                         | —                       |            |
| The Masked One                            | - Phát hành: 20 tháng 9 năm 2018 - Hãng thu âm: Trakstrs | 69                      |            |
| Who's Watching                            | - Phát hành: 26 tháng 2 năm 2021                         | —                       |            |